# Tybald III (hrabia Szampanii)
Tybald III, fr. Thibaut III (ur. 13 maja 1179, zm. 24 maja 1201) – hrabia Szampanii w latach 1197–1201.

## Życiorys
Tybald III był młodszym synem Henryka I, hrabiego Szampanii, i Marii, córki króla Francji Ludwika VII i Eleonory Akwitańskiej. Był więc siostrzeńcem królów Francji i Anglii, Filipa Augusta i Ryszarda Lwie Serce. Szampanię odziedziczył po śmierci swojego starszego brata Henryka II, który był też królem Jerozolimy.
W 1198 r. papież Innocenty III zwołał IV krucjatę i mimo że początkowo nie została ona przyjęta entuzjastycznie, 28 listopada 1199 r. różni przedstawiciele francuskiej szlachty zebrali się na dworze Tybalda. Odbyły się zawody, a następnie wybrano Tybalda na dowódcę krucjaty. Tybald zmarł jednak rok później i na stanowisku dowodzącego zastąpił go Bonifacy z Montferratu.

## Małżeństwo i potomstwo
1 lipca 1199 r. w Chartres Tybald poślubił Blankę (ok. 1170–1229), najmłodszą córkę króla Nawarry Sancha Mądrego i Sanchy, córki króla Kastylii i Leónu Alfons VII Imperatora. Miał z nią jednego syna – pogrobowca Tybalda IV. Blanka jako hrabina-wdowa otrzymała siedem zamków w: Épernay, Vertus, Sézanne, Chantemerle, Pont-sur-Seine, Nogent-sur-Seine i Méry-sur-Seine. Od 24 maja 1201 r. rządziła jako regentka (przez kolejnych 21 lat). Dwie siostrzenice Tybalda III - Alicja i Filipa zakwestionowały potem dziedzictwo Tybalda IV.
Tybald III został pochowany obok swojego ojca w kościele Świętego Stefana, wybudowanym w Troyes.